# Mascalucia
Mascalucia é uma comuna italiana da região da Sicília, província de Catania, com cerca de 24.141 habitantes. Estende-se por uma área de 16 km², tendo uma densidade populacional de 1509 hab/km². Faz fronteira com Belpasso, Catania, Gravina di Catania, Nicolosi, Pedara, San Pietro Clarenza, Tremestieri Etneo.

## Demografia
| Variação demográfica do município entre 1861 e 2011                               |
|                                                                                   |
| Fonte: Istituto Nazionale di Statistica (ISTAT) - Elaboração gráfica da Wikipedia |